# Union sportive de Bitam
 (août 2012).
Si vous disposez d'ouvrages ou d'articles de référence ou si vous connaissez des sites web de qualité traitant du thème abordé ici, merci de compléter l'article en donnant les références utiles à sa vérifiabilité et en les liant à la section « Notes et références ».
Maillots
Actualités
L'Union sportive de Bitam (USB) est un club de football gabonais, basé à Bitam, encore appelé "les trois frontières" à cause de la proximité avec la Guinée équatoriale et le Cameroun. L'USB est le club le plus populaire du Gabon avec une base[non neutre] de 20 000 supporters et 3 000 abonnés au fan club de l'équipe des supporters[réf. nécessaire].
Le club est présidé par Bienvenu OBIANG ESSONO et entrainé par Thierry BIYOGO EBOBOLA , ancien international Gabonais. Le principal sponsor et propriétaire actuel, est l'ancien ministre de la Jeunesse, des Sports et des Loisirs et député de la commune de Bitam, René Ndemezo'obiang.

## Histoire
Le club est monté en première division lors de la saison 1997-1998 après avoir été champion provincial du Woleu Ntem. Cette équipe était composée notamment par l'avant centre Mvono Edzo Macaire meilleur buteur de son équipe ou le milieu de terrain Asseko Alex tous deux élèves au lycée public de Bitam à l'époque.
Le club évolue pour la saison 2011-2012 en Championnat d'élite professionnel du Gabon (le National foot).
André Biyogo Poko, recrue du mercato 2011 du Football Club des Girondins de Bordeaux est issu du centre de formation du USB. Remy Ebanega et Ndong Junior de l'AJ Auxerre ont aussi été formés à l'USB, ainsi que Stevy Nzambe de l'Olympique de Marseille.

## Palmarès

### Palmarès national
- Championnat du Gabon
  - Champion : 3 (2003, 2010, 2013)

- Coupe du Gabon
  - Vainqueur : 3 (1999, 2003, 2010)

### Ligue des champions de la CAF
- Ligue des champions de la CAF
  - Apparition : 2 - Premier tour en 2004 et 2011

- Coupe d'Afrique des vainqueurs de coupe
  - Apparition : 1 - Premier tour en 2000